# Octavian Popescu (football, 2002)
Pour les articles homonymes, voir Popescu.
Octavian Popescu, né le 27 décembre 2002 à Târgoviște en Roumanie, est un footballeur international roumain qui évolue au poste d'ailier gauche au FCSB.

## Biographie

### En club
Né à Târgoviște en Roumanie, Octavian Popescu passe par l'Universitatea Craiova, avant de rejoindre le FCSB en juillet 2020. Il signe dès septembre 2020 un nouveau contrat, le liant au club jusqu'en 2024. 
Popescu joue son premier match en professionnel lors d'une rencontre de championnat le 20 septembre 2020, face au FC Argeș Pitești. Il entre en jeu lors de cette rencontre remportée par son équipe sur le score de trois buts à zéro. Quatre jours plus tard il fait ses débuts en coupe d'Europe à l'occasion d'une rencontre qualificative pour la Ligue Europa 2020-2021 face au FC Slovan Liberec. Il entre en jeu au bout de dix minutes afin de remplacer Goran Karanović, sorti sur blessure, et son équipe s'incline par deux buts à zéro ce jour-là.

### En sélection nationale
Le 27 mars 2021, Octavian Popescu joue son premier match avec l'équipe de Roumanie espoirs face à la Hongrie. Il entre en jeu à la place de George Ganea et son équipe s'impose par deux buts à un.
Alors qu'il joue deux matchs avec l'équipe de Roumanie des 23 ans, Octavian Popescu n'est finalement pas libéré par son club, le FCSB, pour les Jeux olympiques d'été.
Octavian Popescu honore sa première sélection avec l'équipe nationale de Roumanie le 25 mars 2022, à l'occasion d'un match amical face à la Grèce. Il entre en jeu à la place de Alexandru Mitriță et son équipe s'impose par un but à zéro,.

## Palmarès

### En club
FCSB
- Championnat de Roumanie
  - Champion : 2024.

- Supercoupe de Roumanie
  - Vainqueur : 2024.